# دوايت ويلسون
دوايت ويلسون هو عسكري كندي، ولد في 26 فبراير 1901 في Bayham ‏ في كندا، وتوفي في 9 مايو 2007 في تورونتو في كندا.